# 鳥取駅バスターミナル

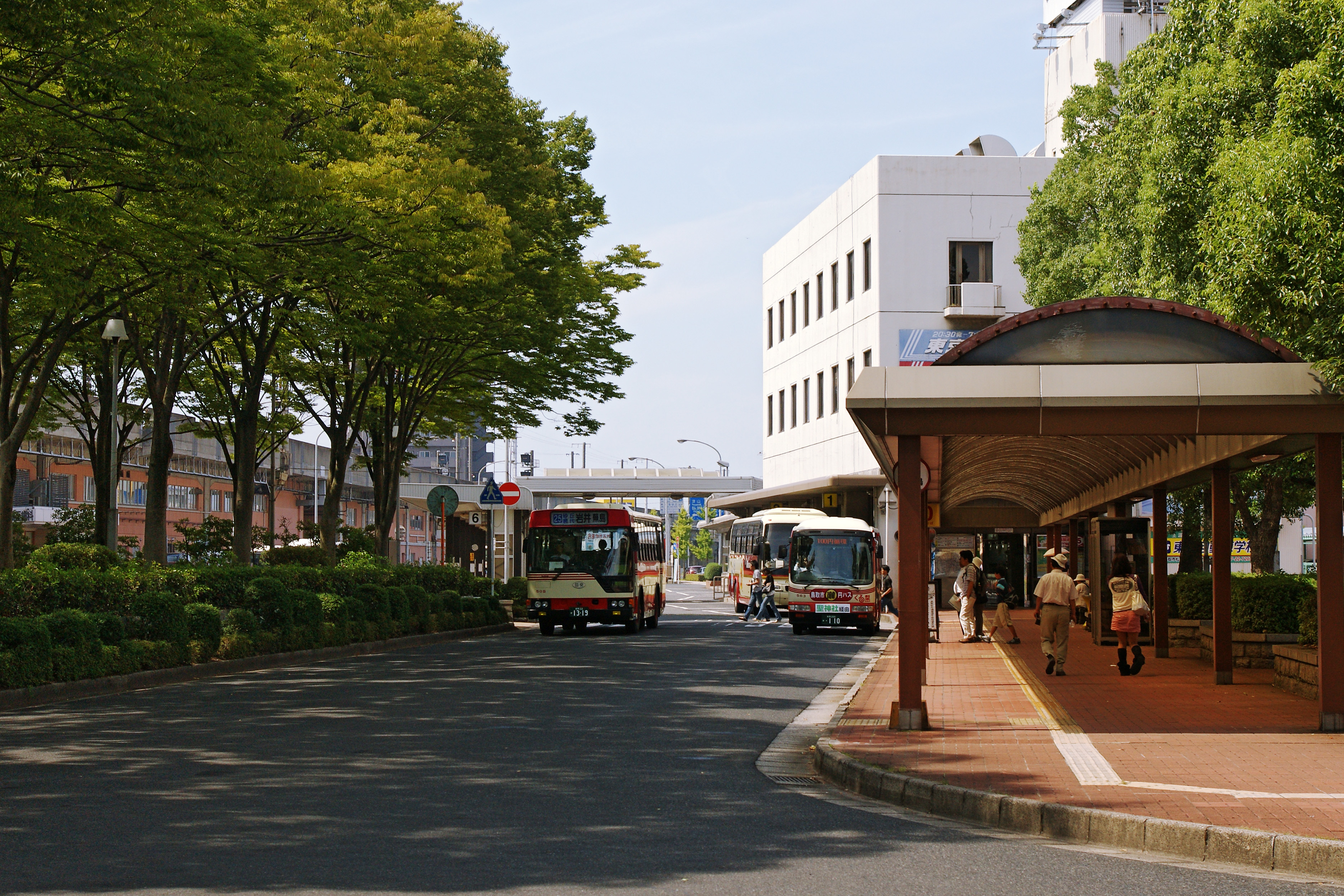
鳥取駅バスターミナル

鳥取駅バスターミナル（とっとりえきバスターミナル）は、鳥取県鳥取市東品治町106番地にあるバスターミナルを含む建物の総称。建物の正式名称は「鳥取バスターミナル」、停留所の正式名称は「鳥取駅」だが、鳥取駅に隣接していることから「鳥取駅バスターミナル」と呼ばれ、現在のバスの時刻表には後者の名称でのみ掲載されている。
ターミナル構内の道路については鳥取県道43号鳥取福部線の一部となっている。そのため、自動車ターミナル法が定めるバスターミナルの対象外となっている。
本項では鳥取駅周辺のバスのりばについても記載する。

## 鳥取駅バスターミナル

### 構造
- 3～4階：オフィス・テナントフロア（鳥取バスターミナル株式会社の事務所は4階にある）
- 2階：現在は使われていない。かつてはFM鳥取(RADIO BIRD)：2006年8月25日開局があったが、2019年11月より鳥取市役所本庁舎市民交流センター（麒麟スクエア）に移転した。それ以前は喫茶店が入店していた。
  - 1階：バスターミナル。日本交通と日ノ丸自動車の乗車券販売窓口（窓口業務は鳥取バスターミナル株式会社が担当。）のほか、自販機コーナー（一部の自販機はICOCA電子マネーが利用できる。）がある。くる梨でICOCA等交通系ICカードが利用できるため、窓口でICOCAの販売、ICOCA等交通系ICカードのチャージを取り扱っている（チャージ機は設置されていない。）。かつてはバス・鉄道の経路・時刻検索システム「バスネット」の端末があったがサービスを終了した。

### 沿革
- 1981年8月24日 供用開始。

### のりば

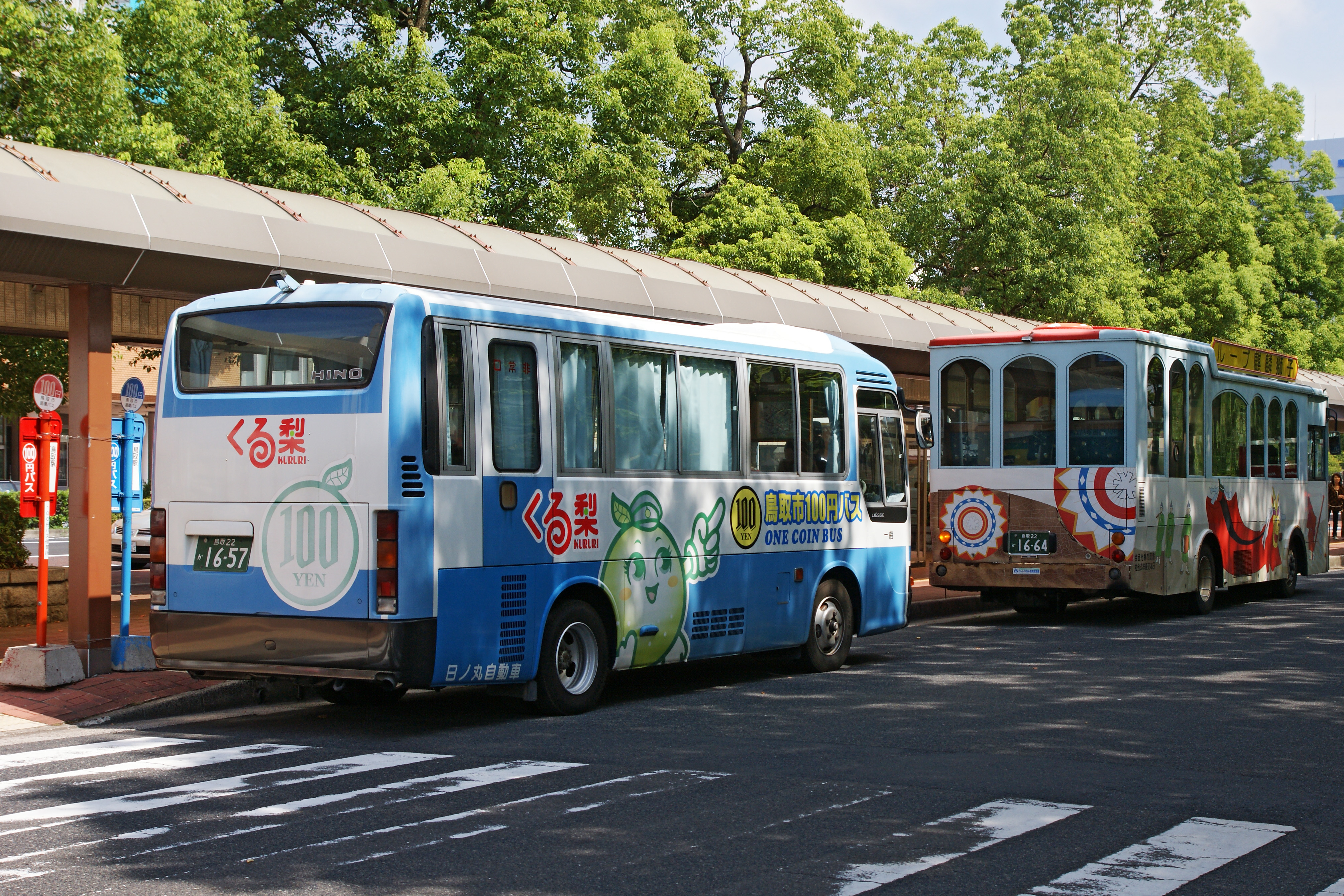
0番に停車中のくる梨とループ麒麟獅子

構内は島式のバスターミナルとなっており、バスはバスターミナル西側に進入口が、東側に退出口があり、構内は反時計回りで走行する。バスターミナル東側から0 - 5番の各のりばがあり、0 - 5番のりば南側に0 - 5番のりばと並行する形で6 - 9番の各のりばがある。
0番のりばがコミュニティバス・観光周遊バス・一般路線バス用のりば、1番のりばが高速バス用のりば、2番のりばが特急・急行バス・空港リムジンバス用のりば、3 - 9番のりばが一般路線バス用のりば（原則として方面別。一部例外あり。）となっている。
詳細な運行案内は#外部リンクの各サイトを参照のこと。

#### 高速バス
現在は昼行便のみとなっている。
| のりば | 運行事業者                          | 愛称・行先・方面 | 備考   |
| 1      |                                     | |        |
| ------ | ----------------------------------- | --- | ------ |
| 1      | 日本交通 (鳥取県)                   | 鳥取エクスプレス京都号：京都（京都駅烏丸口） | 運休中 |
| 1      | 日本交通 (鳥取県) 日本交通 (大阪府) | 山陰特急バス：大阪（大阪国際空港・なんば (OCAT)・弁天町） 山陰特急バス：大阪（なんば (OCAT)・USJ） 山陰特急バス：大阪（梅田（阪急三番街高速バスターミナル）） 山陰特急バス：神戸（三宮バスターミナル）・大阪（なんば (OCAT)） |        |
| 1      | 日本交通 (鳥取県) 日本交通 (神戸市) | 山陰特急バス：神戸（三宮バスターミナル） |        |
| 1      | 日ノ丸自動車                        | プリンセスバード号：姫路（姫路駅北口） |        |
| 1      | 日ノ丸自動車                        | メリーバード号：広島（大塚駅・広島バスセンター） |        |

- 「オオクニヌシ号」（鳥取 - 米子 - 松江 - 出雲線[4] → 鳥取 - 米子 - 松江線）は2017年8月4日から運行区間が短縮され、2019年2月28日の運行をもって廃止となった[5]。
- 「大山号」（鳥取・倉吉・米子 - 北九州・福岡線）は2023年1月8日の運行をもって廃止となった[6]。

#### 特急・急行バス・空港リムジンバス
2021年10月1日より系統番号を導入した。
| のりば | 運行事業者   | 系統・行先             | 備考                       |
| ------ | ------------ | ---------------------- | -------------------------- |
| 2      | 日ノ丸自動車 | 20：鳥取砂丘コナン空港 | 空港リムジンバス。乗車のみ |

- 「ゆめぐりエクスプレス」は2021年3月末をもって廃止となった[7]。

#### コミュニティバス・観光周遊バス
乗り入れるバス会社
- ■日本交通 (鳥取県)（日交バス）
- ■日ノ丸自動車（日ノ丸バス）

2021年10月1日より系統番号を導入した。
| のりば | 運行事業者          | 系統・行先 | 備考                                  |
| ------ | ------------------- | --- | ------------------------------------- |
| 0      | 日交バス 日ノ丸バス | ■ 01：くる梨赤コース（循環） ■ 02A・02B：くる梨青コース（循環） ■ 03：くる梨緑コース（循環） ■ 09：ループ麒麟獅子（循環） | 「09」は土休日・夏季のみ運行 共同運行 |

#### 路線バス
乗り入れるバス会社
- ■日本交通 (鳥取県)（日交バス）
- ■日ノ丸自動車（日ノ丸バス）

2021年10月1日より系統番号を変更した。なお、鳥取駅行についても同一番号となる。これに伴い、鳥取駅バスターミナルののりばが変更され、系統番号の十の位は同日以降ののりば番号と連動している（原則として方面別。一部例外あり。）。
系統番号が50番台で数字の前にLがつく便（下り）・数字の後ろにRがつく便（上り）、70・80番台で数字の前にRがつく便（下り）・数字の後ろにLがつく便（上り）は県庁回り便（L：若桜街道→智頭街道、R：智頭街道→若桜街道）。
| のりば    | 運行事業者          | 系統・行先 | 備考                                                                          |
| --------- | ------------------- | --- | ----------------------------------------------------------------------------- |
| 0         | 日交バス 日ノ丸バス | ■ 39：鳥取砂丘 | 共同運行                                                                      |
| 3         | 日交バス            | ■ 30・31：中央病院 ■ 32・32H：蕪島 ■ 33：長谷橋 ■ 35・36H・37：十六本松（八丁目） ■ 38・38H：北園ニュータウン | 「30」は平日のみ運行 「30」「31」は日ノ丸バスと共同運行扱い                   |
| 4         | 日ノ丸バス          | ■ 40N：イオン鳥取北 ■ 41・41H・41Z：鹿野営業所 ■ 43・43N：鳥大附属校 ■ 45・45H：吉岡温泉 ■ 46・46H・46N：美萩野団地 ■ 44・47・47H：白兎養護学校 ■ 48：湖山・賀露大橋・イオン鳥取北（循環右回り） ■ 49：イオン鳥取北・賀露大橋・湖山（循環左回り）                                                   | 「43」「43N」「44」「46N」「47」「47H」は平日のみ運行 「40N」は土休日のみ運行 |
| 5         | 日ノ丸バス          | ■ 50・L50：矢矯 ■ 51・L51：吉岡温泉 ■ 53：河内車庫 ■ 54：河内車庫・安蔵 ■ 55：高路 ■ 56：岩坪 ■ 56M：鳥取南 ■ 57：湖山・鳥大附属校（循環左回り） ■ 58：鳥大附属校・湖山（循環右回り） ■ 58X（快速）：鳥大附属校 ■ 59：白兎養護学校                                                                  | 「56」「58X」「59」は平日のみ運行 「54」の河内車庫 - 安蔵間はデマンドバス     |
| 6         | 日交バス            | ■ 61：雲山日交 ■ 62・63・69：市立病院 ■ 66：八坂（倉田保育園前）・米里小学校前・生山（循環左回り） ■ 67・67H：八坂（倉田保育園前） | 「61」「62」「63」「69」は日ノ丸バスと共同運行扱い                            |
| 7         | 日交バス            | ■ 71：面影団地・桜谷団地（循環左回り） ■ 72：桜谷団地・面影団地（循環右回り） ■ 73：面影団地・若葉台・桜谷団地（循環左回り） ■ 74：桜谷団地・若葉台・面影団地（循環右回り） ■ 75・75B：若葉台 ■ 76：生山・米里小学校前・八坂（倉田保育園前）（循環右回り） ■ 70H・77・R77：若桜車庫 ■ 78H：雲山日交 | 「73」「74」「75B」「78H」は平日のみ運行                                      |
| 8         | 日ノ丸バス          | ■ 80・R80・81・R81・82・R82・83・R83・84・R84：山崎橋 ■ 85・R85：岩倉・稲葉ヶ丘 ■ 87：百谷公民館 |                                                                               |
| 9         | 日ノ丸バス          | ■ 91・91H：智頭駅前 ■ 93・93H・94（快速）：用瀬駅前・用瀬 ■ 95：市立病院 | 「95」は日交バスと共同運行扱い                                                |
| 0（北側） | 日ノ丸バス          | ■ 00：日ノ丸本社前 | 0番のりば北側から発車                                                         |

### おりば
おりばは3箇所にある。
- 0番のりばの東寄り
- 0番のりばの反対側（バス出口の西側・鳥取県道43号鳥取福部線沿い）
- 駅前（バス出口の東側・鳥取県道43号鳥取福部線沿い）

## 鳥取駅南口バス停
構内は時計回りで走行する。南口正面がコミュニティバス・乗合タクシー用のりば、フコク生命ビル前が高速バス・スクールバス・臨時バス・観光バス用のりばとなっている。2019年9月1日から杉崎高速バスが発着する。

### 高速バス
| のりば           | 運行事業者 | 愛称・行先・方面 | 備考   |
| ---------------- | ---------- | --- | ------ |
| フコク生命ビル前 | 杉崎運輸   | 杉崎高速バス：大阪（梅田（プラザモータープール））・秦野（東名秦野BS）・海老名（BUSTLE海老名）・横浜 (YCAT)・東京（池袋サンシャインバスターミナル） | 夜行便 |

- 2021年11月20日 - 2022年2月20日の間、全但バスが「湯村温泉鳥取空港線」（鳥取 - 湯村温泉）を臨時運行していた[14]。

### コミュニティバス
乗り入れるバス会社
- ■日本交通 (鳥取県)（日交バス）
- ■日ノ丸自動車（日ノ丸バス）

| のりば   | 運行事業者          | 系統・行先                   | 備考     |
| -------- | ------------------- | ---------------------------- | -------- |
| 南口正面 | 日交バス 日ノ丸バス | ■ 03：くる梨緑コース（循環） | 共同運行 |

### 乗合タクシー
乗り入れるタクシー会社
- ■日本交通 (鳥取県)（日交タクシー）

| のりば   | 運行事業者   | 系統・行先                   | 備考                                           |
| -------- | ------------ | ---------------------------- | ---------------------------------------------- |
| 南口正面 | 日交タクシー | ■ いなば墓苑・第二いなば墓苑 | デマンド型乗合タクシー。日曜・彼岸・盆のみ運行 |

### スクールバス
| のりば           | 運行事業者               | 系統・行先         | 備考 |
| ---------------- | ------------------------ | ------------------ | ---- |
| フコク生命ビル前 | 日交バス                 | ■ 公立鳥取環境大学 |      |
| フコク生命ビル前 | 青翔開智中学校・高等学校 |                    |      |

## 市営駐輪場前バス停
鳥取県鳥取市東品治町117-1（鳥取市営鳥取駅高架下第1自転車駐車場前）にあるバス停で、くる梨緑コースが発着する。2017年12月1日に中央郵便局バス停（当時の杉崎高速バスの高速バス鳥取（鳥取中央郵便局横）バス停と同一位置）から移転した。

### コミュニティバス
乗り入れるバス会社
- ■日本交通 (鳥取県)（日交バス）
- ■日ノ丸自動車（日ノ丸バス）

| のりば       | 運行事業者          | 系統・行先                   | 備考     |
| ------------ | ------------------- | ---------------------------- | -------- |
| 市営駐輪場前 | 日交バス 日ノ丸バス | ■ 03：くる梨緑コース（循環） | 共同運行 |

## 高速バス鳥取（鳥取中央郵便局横）バス停
鳥取県鳥取市永楽温泉町700-2（鳥取中央郵便局横）にあったバス停で、杉崎高速バスが発着していた。かつては、同一位置にくる梨緑コースの中央郵便局バス停もあったが、2017年12月1日に市営駐輪場前バス停へ移転した。2019年9月1日に杉崎高速バスが鳥取駅南口バス停へ移転したため、当バス停は休止となった。